# Racket (Programmiersprache)
Racket ist eine multi-paradigmatische Programmiersprache aus der Lisp-Scheme-Familie. Sie ist Nachfolger des Scheme-Dialekts PLT Scheme. Racket besitzt eine integrierte Entwicklungsumgebung (IDE), DrRacket, und eine umfangreiche Bibliothek.
2018 erhielt Racket den Programming Languages Software Award von ACM SIGPLAN. In der Laudatio wurde Rackets singuläre Bedeutung sowohl für Forschung als auch Lehre von Programmiersprachen über rund zwanzig Jahre hervorgehoben. Racket ist eine Programmiersprache zur Erzeugung und Erweiterung (Language Extensibility) von Programmiersprachen. Es spielt eine wichtige Rolle in der Forschung zu rekursiven Modulen 1. Klasse, Gradual Typing, Functional Reactive Programming und Kontrakten höherer Ordnung. DrRacket fand Verbreitung in Einführungskursen zu Programmiersprachen und bei neueren Lehrbüchern.
Racket ist Open-Source-Software unter GNU Lesser General Public License bzw. MIT-Lizenz und Apache-Lizenz.

## Code-Beispiele
Das klassische Hallo-Welt-Programm:
```
#lang 
racket/base

"Hello, World!"

```

Quadrieren einer Liste in der Basissprache racket/base (dynamische Typisierung):
```
#lang 
racket/base

(
define
 
liste
 
'
(
1
 
2
 
3
 
4
 
5
))
 
; Typ der Liste wird zur Laufzeit ermittelt

(
define
 
(
quadrieren
 
x
)
 
; Keine Typfestlegung der Funktion "quadrieren"

  
(
*
 
x
 
x
))
             
; Fehler werden erst zur Laufzeit festgestellt

(
displayln
 
(
map
 
quadrieren
 
liste
))
 
; (1 4 9 16 25)

```

Quadrieren einer Liste im Dialekt typed/racket, der statische Typisierung unterstützt:
```
#lang 
typed/racket

(
define
 
liste
 
:
 
(
Listof
 
Integer
)
 
'
(
1
 
2
 
3
 
4
 
5
))
 
; Typfestlegung der Liste

(
:
 
quadrieren
 
(
->
 
Integer
 
Integer
))
 
; Typfestlegung der Funktion "quadrieren"

(
define
 
(
quadrieren
 
x
)

  
(
*
 
x
 
x
))

(
displayln
 
(
map
 
quadrieren
 
liste
))
 
; (1 4 9 16 25)

```

Durch Nutzung von typed/racket zeigt DrRacket in der REPL (Read-Eval-Print-Loop, eine Art Eingabeaufforderung) Typinformationen an:
```
>
 
liste

-
 
:
 
(
Listof
 
Integer
)

'
(
1
 
2
 
3
 
4
 
5
)

>
 
quadrieren

-
 
:
 
(
->
 
Integer
 
Integer
)

#<procedure:quadrieren>

```

Ausschnitt einer Markdown-Vorlagen-Datei cv.md.pp für das Textsatzsystem Pollen:
```
#lang 
pollen

◊
(
define
 
beruf
 
"Arzt"
)

◊
(
define
 
wohnort
 
"Berlin"
)

◊
(
define
 
kinder
 
(
*
 
2
 
2
))

Mein
 
Name
 
ist
 
_Max_
 
_Mustermann_
,

*
 
ich
 
bin
 
von
 
Beruf
 
◊beruf

*
 
wohne
 
in
 
◊wohnort

*
 
habe
 
◊kinder
 
Kinder

```

In der entsprechenden Markdown-Datei cv.md steht dann
```
Mein Name ist 
_Max_
 
_Mustermann_
,

*
 
ich bin von Beruf Arzt

*
 
wohne in Berlin

*
 
habe 4 Kinder

```

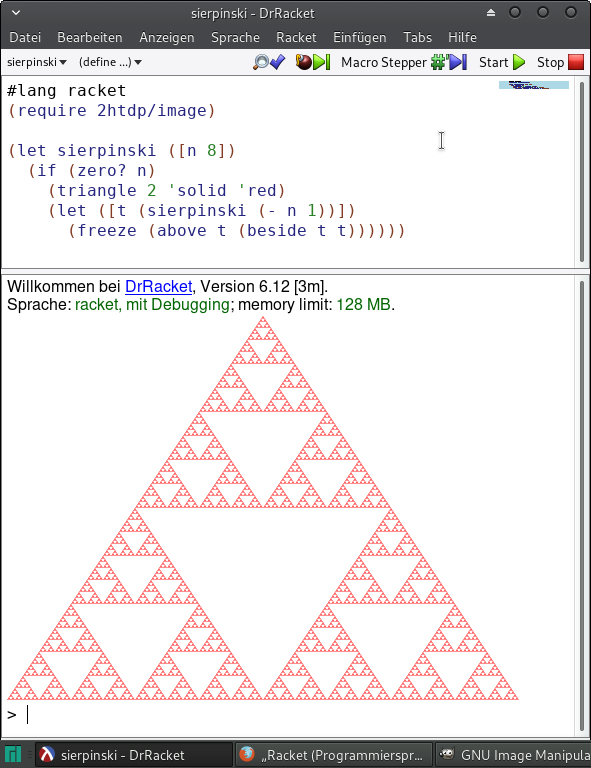
Grafische Ausgabe des Sierpinski-Dreiecks in DrRacket

 Generierung eines Sierpinski-Dreiecks:
```
#lang 
racket

(
require
 
2htdp/image
)

(
let
 
sierpinski
 
([
n
 
8
])

  
(
if
 
(
zero?
 
n
)

    
(
triangle
 
2
 
'
solid
 
'
red
)

    
(
let
 
([
t
 
(
sierpinski
 
(
-
 
n
 
1
))])

      
(
freeze
 
(
above
 
t
 
(
beside
 
t
 
t
))))))

```

Die grafische Ausgabe des Sierpinski-Dreiecks ist in der Abbildung rechts dargestellt.

## Sprachorientierte Programmierung
In Racket steht die Erzeugung von domänenspezifischen Sprachen oder Allzwecksprachen im Mittelpunkt.
Jede Sprache, die in Racket implementiert wird, muss zwei Bestandteile aufweisen: einen sog. Reader, der vereinfacht ausgedrückt den Quellcode einliest, und einen sog. Expander, der den Quellcode interpretiert.
Für eine Sprache minilang (für Mini-Sprache) könnte der Reader beispielsweise wie folgt aussehen:
```
#lang 
racket

(
define
 
(
read-syntax
 
path
 
port
)

  
(
define
 
code-zeilen
 
(
port->lines
 
port
))
 
; Einlesen des Codes

  
#`
(
module
 
module-name
 
racket/base
 
; Modul als Syntax-Objekt anlegen (Expander racket/base)

      
(
for
 
([
code-zeile
 
(
list
 
#,@
code-zeilen
)])
 
; Code-Zeilen einspleißen und for-Schleife anlegen

        
(
writeln
 
code-zeile
))))
 
; Code-Zeilen auf Terminal ausgeben

(
provide
 
read-syntax
)
 
; read-syntax zur Verfügung stellen

```

Dieser liest den Code zeilenweise ein und erzeugt ein Syntax-Objekt (mit #`), in das die Zeilen als Strings in eine Liste in der for-Schleife eingespleißt werden (#,@), d. h. sie werden unter Eliminieren einer Listenebene eingefügt: `(list 1 2 ,@(list 3 4) 5) => (list 1 2 3 4 5). Danach werden diese der Reihe nach an das Terminal ausgegeben. Der Reader muss in jedem Fall die Funktion read-syntax zur Verfügung stellen.
Nun speichert man den Code in einer Datei minilang.rkt und legt anschließend eine Datei testminilang.rkt im selben Verzeichnis mit dem Inhalt
```
#lang reader "minilang.rkt"

ab
cd
ef

```

an. Diese kann man nun in DrRacket (oder mit racket testminilang.rkt) ausführen und es werden alle Zeilen am Terminal ausgegeben.
```
""
""
"ab"
"cd"
"ef"

```

Hier ist zu beachten, dass der Reader nur das Syntax-Objekt zurückgibt, der Code selbst aber erst später ausgeführt wird. Wenn die Strings der Code-Zeilen modifiziert werden sollen (beispielsweise um Vorformatierungen vorzunehmen), dann kann man das Einspleißen im Syntax-Objekt verändern. Dies könnte zum Beispiel so aussehen:
```
#lang 
racket

(
define
 
(
read-syntax
 
path
 
port
)

  
(
define
 
code-zeilen
 
(
port->lines
 
port
))

  
(
define
 
veraenderte-code-zeilen

    
(
map
 
(
lambda
 
(
s
)
 
`
(
veraendere
 
,
s
))
 
; Strings mit Präfix "veraendere" versehen

         
code-zeilen
))

  
#`
(
module
 
module-name
 
"minilang2-expander.rkt"
 
; Eigenen Expander verwenden

      
(
for
 
([
code-zeile
 
(
list
 
#,@
veraenderte-code-zeilen
)])

        
(
writeln
 
code-zeile
))))

(
provide
 
read-syntax
)

```

Hier werden die Strings aus den Code-Zeilen mit einem Präfix „veraendere“ versehen und als Liste von Datums-Objekten gespeichert. Diese Liste wird in die Schleife innerhalb des Syntax-Objekts eingespleißt. Das bedeutet, dass jeder String mit einer Funktion veraendere aufgerufen wird. Diese wird im Expander minilang2-expander.rkt implementiert (der auch wieder im selben Verzeichnis gespeichert wird).
```
#lang 
racket

(
define
 
(
veraendere
 
s
)
 
; Funktion String -> String

  
(
string-append
 
"veraendert "
 
s
))
 
; "string" -> "veraendert string"

(
provide
 
veraendere
)
 
; Stelle Funktion "veraendere" zur Verfügung

```

Führt man das testminilang.rkt von oben mit dem veränderten Reader aus, erhält man die Ausgabe:
```
"veraendert "
"veraendert "
"veraendert ab"
"veraendert cd"
"veraendert ef"

```

Der gezeigte Reader erzeugt eine Terminalausgabe, wenn man die Quelldatei testminilang.rkt ausführt. Es ist aber auch möglich, mit Hilfe von require solche Module in anderen Code einzubinden. Dazu könnte man im vorliegenden Beispiel das Syntax-Objekt wie folgt modifizieren:
```
#`
(
module
 
module-name
 
"minilang2-expander.rkt"

      
(
define
 
export-daten
 
(
list
 
#,@
veraenderte-code-zeilen
))

      
(
provide
 
export-daten
))

```

Hier werden die erzeugten Strings in einer Liste export-daten gespeichert und zur Verfügung gestellt. Bindet man nun das Programm testminilang.rkt wie folgt ein,
```
#lang 
racket

(
require
 
"testminilang.rkt"
)

(
writeln
 
export-daten
)
 
; ("veraendert " "veraendert " "veraendert ab" "veraendert cd" "veraendert ef")

```

kann man auf export-daten zugreifen, die hier auf das Terminal ausgegeben werden.
In den vorangegangenen Beispielen ist eine Art Syntax und Semantik implementiert worden. Oft wird in Racket die Syntax nur leicht modifiziert (weiterhin sog. S-Expressions), aber neue Funktionalität mit Hilfe von Makros hinzugefügt. Diese dienen dazu, Syntax-Objekte ineinander zu transformieren. Hier spielen auch die verschiedenen Phasen (Phase 0 – Laufzeitphase, Phasen {\displaystyle >0} – Übersetzungsphasen) in Racket eine Rolle, in die man ebenfalls eingreifen kann.
Wenn man neue Syntax (abseits von S-Expressions) einführt, ist es oft einfacher, das Einlesen im Reader in mehrere Schritte zu unterteilen. Dies sind im Einzelnen das Zerlegen des Eingabestrings in irreduzible Elemente der Sprache (Tokenizer, Lexer) und das Prüfen und Umwandeln dieser Elemente in das Syntax-Objekt entsprechend einer Grammatik (Parser). Dies wird in der zitierten Literatur ausführlich dargestellt.